# Omega Peak, Alberta
Omega Peak är en bergstopp i Kanada.   Den ligger i provinsen Alberta, i den centrala delen av landet, 3 100 km väster om huvudstaden Ottawa. Toppen på Omega Peak är 3 116 meter över havet.
Terrängen runt Omega Peak är huvudsakligen bergig, men den allra närmaste omgivningen är kuperad.Trakten runt Omega Peak är nära nog obefolkad, med mindre än två invånare per kvadratkilometer.. Det finns inga samhällen i närheten. 
Trakten runt Omega Peak består i huvudsak av gräsmarker.